# Лахденпохья (платформа)
Ла́хденпо́хья (фин. Lahdenpohja) — бывший остановочный пункт Октябрьской железной дороги на 220,87 километре перегона Яккима — Куокканиэми линии Кушелевка — Сортавала.

## Общие сведения
Остановочный пункт был расположен в черте города Лахденпохья республики Карелия. Остановка была организована исключительно для пассажирского поезда № 645/646 сообщением Санкт-Петербург — Сортавала, который курсировал по выходным два раза в неделю, в основном, для нужд дачников. С отменой поезда № 645/646 (осень 2000 года) остановочный пункт был упразднён.
В технических документах остановочный пункт значился как Платформа 220 километр.

## Платформа Пяйвяринне
С 15 мая 1934 года по 1944 год на месте остановочного пункта Лахденпохья располагалась финская остановочная платформа Пя́йвяри́нне (фин. Päivärinne). Она также была предназначена для пригородных поездов и обслуживала многочисленные местные хутора, в том числе и одноимённый. В настоящее время неподалёку от бывшей платформы сохранились фундаменты от финских домов.

## Галерея
- Остановочный пункт Лахденпохья
- Вид в сторону ст. Яккима.
- Финский фундамент.
- Бывший хутор.
- Панорама остановочного пункта.